# San Francisco del Mezquital
Mezquital es una pequeña localidad mexicana ubicada en Durango, México a 80 km de la capital. Existe una importante población indígena que habla tepehuán.